# Éloïse Rey
Éloïse Rey, née en 2002, est une actrice française. Elle est connue pour avoir joué le rôle d'une jeune lycéenne, se nommant Alice Brémont, dans la série télévisée Ouija, un été meurtrier, diffusée sur France 3 en 2024.
Elle a étudié à l'université Paris-Nanterre.[réf. nécessaire]

## Filmographie

### Télévision
- 2022 : Ouija, un été meurtrier, série télévisée de Thomas Bourguignon : Alice Brémont[3]
- 2023 : L'Éclipse, série télévisée de Franck Brett, d'après le scénario d’Hélène Duchateau, Cécile Lorne et Baptiste Filleul : Angèle Croiset[4]
- 2024 : Surface, série télévisée de Slimane-Baptiste Berhoun : Justine Casteran

### Apparitions sur Internet
- 2023 : J'aime pas les gens, du groupe Shaka Ponk
  - Alegria, du groupe Shaka Ponk